# Biologia sperimentale
La biologia sperimentale è l'insieme delle tecniche scientifiche sperimentali utilizzate in biologia per comprendere il funzionamento alla base dei fenomeni viventi. Il termine è utilizzato in contrapposizione a quello di biologia teorica, che è interessata alla modellizzazione matematica e teorica dei sistemi viventi. Data la complessità dei sistemi analizzati, la biologia è principalmente una scienza sperimentale. Tuttavia, grazie al recente aumento della potenza computazionale, sta pian piano diventando possibile svolgere simulazioni dei fenomeni biologici e dunque trovare soluzioni approssimative e validare i modelli matematici formulati.
I metodi utilizzati nella biologia sperimentale sono molteplici e di diversa natura ad esempio molecolari, biochimici, biofisici, microscopici, microbiologici.

## Esempi di tecniche utilizzate in biologia sperimentale
- Clonaggio
- Cromatografia
- Dicroismo circolare
- Elettroforesi
- Elettroporazione
- Ibridazione fluorescente in situ
- Microscopia elettronica
- Microscopia ottica
- Northern blot
- Reazione a catena della polimerasi
- Sequenziamento del DNA
- Southern blot
- Spettroscopia
- Ultracentrifugazione
- Western blot

1. ↑   Craig, Nancy, Molecular Biology, Principles of Genome Function, 2014.
2. ↑  (EN) Francesco Mosconi, Thomas Julou, Nicolas Desprat, Deepak Kumar Sinha, Jean-François Allemand, Vincent Croquette e David Bensimon, Some nonlinear challenges in biology, in Nonlinearity, vol. 21, n. 8, 2008,  pp. T131, DOI:10.1088/0951-7715/21/8/T03, ISSN 0951-7715 (WC · ACNP).
3. ↑   What Is Mathematical Biology and How Useful Is It? (PDF), su ams.org.